# KIKK Festival
Le KIKK Festival est un festival consacré à la culture numérique qui se tient chaque année à Namur depuis 2011,

## Les éditions
- 2011 : 1re édition.

- 8 - 9 novembre 2012 : 2e édition[3],[4].

- 5 - 7 novembre 2015 : 5e édition[5].

- 2016 : 6e édition[6],[7],[8].

- 2 - 4 novembre 2017 : 7e édition[9],[10].

- 2018 : 8e édition[11].

- 31 octobre - 3 novembre : 2019 : 9e édition[12],[13],[14],[15],« "L'Afrique court-circuite les visions standardisées et les besoins mondialisés" », L'Écho,‎ 16 décembre 2019 (lire en ligne, consulté le 26 juin 2020)..

- 2020 : 10e édition[16].

- 2021 : 11e édition.

- 2022 : 12e édition.

- La dernière édition en date, la douzième, s'est tenue en 2023[17].